# فلاديمير موروزوف
فلاديمير موروزوف (بالروسية: Владимир Викторович Морозов)‏ هو سباح روسي، ولد في 16 يونيو 1992 في نوفوسيبيرسك في روسيا.

## روابط خارجية
- فلاديمير موروزوف على موقع الاتحاد الدولي للسباحة (الإنجليزية)
- فلاديمير موروزوف على موقع SwimRankings.net (الإنجليزية)
- فلاديمير موروزوف على موقع اللجنة الأولمبية الدولية (الإنجليزية)
- فلاديمير موروزوف على موقع أوليمبيديا (الإنجليزية)